# Cushing (Maine)
Cushing ist eine Town im Knox County des Bundesstaates Maine in den Vereinigten Staaten. Im Jahr 2020 lebten dort 1502 Einwohner in 941 Haushalten auf einer Fläche von 67,47 km².

## Geografie
Nach dem United States Census Bureau hat Cushing eine Gesamtfläche von 67,47 km², von der 49,83 km² Land sind und 17,64 km² aus Gewässern bestehen.

### Geografische Lage
Cushing liegt im Süden des Knox Countys, an der Mündung des Saint George Rivers in die Muscongus Bay des Atlantischen Ozeans. Es gibt mehrere kleine Seen auf dem Gebiet der Town. Der größte ist der zentral gelegene Fresh Pond. Zum Gebiet der Town gehören auch mehrere Inseln. Die bekanntesten sind Crotch Island und Gay Island. Die Oberfläche des Gebietes ist leicht hügelig, ohne nennenswerte Erhebungen.

### Nachbargemeinden
Alle Entfernungen sind als Luftlinien zwischen den offiziellen Koordinaten der Orte aus der Volkszählung 2010 angegeben.
- Norden: Thomaston, 10,4 km
- Nordosten: South Thomaston, 13,9 km
- Osten: St. George, 5,0 km
- Südosten: Hope, 8,3 km
- Südwesten: Friendship, 10,1 km
- Nordwesten: Warren, 4,8 km

### Stadtgliederung
In Cushing gibt es mehrere Siedlungsgebiete: Cushing, North Cushing, Pleasant Point, South Cushing und Wentworth Corners.

### Klima
Die mittlere Durchschnittstemperatur in Cushing liegt zwischen −5,6 °C (22 °Fahrenheit) im Januar und 18,3 °C (65 °Fahrenheit) im Juli. Damit ist der Ort gegenüber dem langjährigen Mittel der USA um etwa 6 Grad kühler. Die Schneefälle zwischen Oktober und Mai liegen mit bis zu zweieinhalb Metern mehr als doppelt so hoch wie die mittlere Schneehöhe in den USA; die tägliche Sonnenscheindauer liegt am unteren Rand des Wertespektrums der USA.

## Geschichte
Durch Indianer wurde das Gebiet an der Mündung des Saint George River bereits Jahrhunderte vor den ersten weißen Siedlern genutzt. Spuren finden sich am unter Schutz gestellten Gaunt Neck Site Complex. Im Rahmen der Massachusetts und Maine Expedition von George Weymouth erreichten erste Europäer das Gebiet im Jahr 1605. Eine Inschrift von Thomas King, einem Mitglied der Expedition, auf einem Stein in Cushing, die Thomas King Inscription, zeugt von ihrer Ankunft.
Erste Siedler ließen sich 1635 nieder, zwei Familien und der Händler Richard Foxwell werden in dem Jahr aufgeführt. Das Gebiet gehörte zum Patent von Samuel Waldo im Jahr 1730. In den folgenden Jahren kam es zu Angriffen durch Indianer. Bei einem dieser Angriffe während des Siebenjährigen Krieges wurde Richard Falley, Urahne des späteren Präsidenten Grover Cleveland, von Indianern gefangen genommen und nach Montreal gebracht. Falley kämpfte später in der Schlacht von Bunker Hill.
Cushing wurde am 30. Januar 1789 als Town organisiert. Zuvor war es als St. George Plantation bekannt. Benannt wurde die Town nach Thomas Cushing, der 1785 Gouverneur des Bundesstaates Massachusetts war. Nachdem Cushing 1789 als Town organisiert worden war, spaltete sich der östliche Teil, auf der östlichen Seite des Saint George Rivers im Jahr 1803 ab und es gründete sich die Town St. George. Teile von Warren wurden im Jahr 1807 hinzugenommen und im Jahr 1891 an Thomaston abgegeben. Die Insel Crotch Island wurde 1834 von der Town Friendship hinzugenommen. Im Jahr 1839 wurde Land an Friendship und im Jahr 1909 an Thomaston abgegeben.
Im Jahr 1743 gab Samuel Waldo Land an William Hathorn VII, Samuel Hathorn I und Alexander Hathorn aus Salem in Massachusetts, die dort zunächst ein Blockhaus errichteten, welches Ende des 18. Jahrhunderts durch das Haus ersetzt wurde, das heute als Olson House bekannt ist. In diesem Haus lebte später Anna Christina Olson, die durch das Gemälde Christina’s World von Andrew Wyeth bekannt wurde. Dieses Gemälde von Wyeth zählt zu den bekanntesten Werken der US-amerikanischen Kunst des 20. Jahrhunderts.

### Einwohnerentwicklung
| Volkszählungsergebnisse – Town of Cushing, Maine | Volkszählungsergebnisse – Town of Cushing, Maine | Volkszählungsergebnisse – Town of Cushing, Maine | Volkszählungsergebnisse – Town of Cushing, Maine | Volkszählungsergebnisse – Town of Cushing, Maine | Volkszählungsergebnisse – Town of Cushing, Maine | Volkszählungsergebnisse – Town of Cushing, Maine | Volkszählungsergebnisse – Town of Cushing, Maine | Volkszählungsergebnisse – Town of Cushing, Maine | Volkszählungsergebnisse – Town of Cushing, Maine | Volkszählungsergebnisse – Town of Cushing, Maine |
| Jahr                                             | 1700                                             | 1710                                             | 1720                                             | 1730                                             | 1740                                             | 1750                                             | 1760                                             | 1770                                             | 1780                                             | 1790                                             |
| ------------------------------------------------ | ------------------------------------------------ | ------------------------------------------------ | ------------------------------------------------ | ------------------------------------------------ | ------------------------------------------------ | ------------------------------------------------ | ------------------------------------------------ | ------------------------------------------------ | ------------------------------------------------ | ------------------------------------------------ |
| Einwohner                                        |                                                  |                                                  |                                                  |                                                  |                                                  |                                                  |                                                  |                                                  |                                                  | 942                                              |
| Jahr                                             | 1800                                             | 1810                                             | 1820                                             | 1830                                             | 1840                                             | 1850                                             | 1860                                             | 1870                                             | 1880                                             | 1890                                             |
| Einwohner                                        | 1415                                             | 532                                              | 600                                              | 681                                              | 790                                              | 807                                              | 796                                              | 704                                              | 805                                              | 688                                              |
| Jahr                                             | 1900                                             | 1910                                             | 1920                                             | 1930                                             | 1940                                             | 1950                                             | 1960                                             | 1970                                             | 1980                                             | 1990                                             |
| Einwohner                                        | 604                                              | 535                                              | 416                                              | 350                                              | 362                                              | 376                                              | 479                                              | 522                                              | 795                                              | 988                                              |
| Jahr                                             | 2000                                             | 2010                                             | 2020                                             | 2030                                             | 2040                                             | 2050                                             | 2060                                             | 2070                                             | 2080                                             | 2090                                             |
| Einwohner                                        | 1322                                             | 1534                                             | 1502                                             |                                                  |                                                  |                                                  |                                                  |                                                  |                                                  |                                                  |

## Kultur und Sehenswürdigkeiten

### Bauwerke
In Cushing wurden ein Bauwerk und mehrere archäologische Stätten unter Denkmalschutz gestellt und ins National Register of Historic Places aufgenommen. Die genaue Lokalisation dieser Stätten wird nicht bekannt gegeben.
Bauwerk
- Olson House 1995 unter der Register-Nr. 93001114[9]

Archäologische Stätten
- Benjamin Burton Garrison Site 1983 unter der Register-Nr. 83000461[10]
- Gaunt Neck Site Complex 2005 unter der Register-Nr. 05001467[11]
- Thomas King Inscription 1979 unter der Register-Nr. 79000152[12]

## Wirtschaft und Infrastruktur

### Verkehr
Die Maine State Route 97 verläuft durch den Nordwesten von Cushing. Sie mündet kurz hinter dem Gebiet der Town auf den U.S. Highway 1.

### Öffentliche Einrichtungen
Es gibt keine medizinischen Einrichtungen oder Krankenhäuser in Cushing. Die nächstgelegenen befinden sich in Waldoboro und Rockland.
In Cushing befindet sich die Cushing Public Library. Sie wurde 1977 gegründet und befindet sich in der Cross Road, im Community Center.

### Bildung
Cushing gehört zusammen mit Owls Head, Rockland, South Thomaston und Thomaston zum Regional School Unit 13.
Im Schulbezirk werden mehrere Schulen angeboten:
- Cushing Community School; Schulklassen Kindergarten bis 5. Schuljahr, in Cushing
- Thomaston Grammar School; Schulklassen Kindergarten bis 5. Schuljahr, in Thomaston
- Ash Point Community School; Schulklassen Kindergarten bis 5. Schuljahr, in Owls Head
- South School; Schulklassen Kindergarten bis 5. Schuljahr, in Rockland
- Oceanside Middle School; Schulklassen 6–8, in Thomaston
- Oceanside High School; Schulklassen 9–12, in Rockland

## Persönlichkeiten

### Söhne und Töchter der Stadt
- Edward Robinson (1796–1857), Politiker

### Persönlichkeiten, die vor Ort gewirkt haben
- Andrew Wyeth (1917–2009), Maler. In Cushing entstand sein Werk Christina’s World